# Towarzystwo Czytelni Ludowych
Towarzystwo Czytelni Ludowych (TCL) – polska organizacja oświatowa, działająca pierwotnie na ziemiach polskich Niemiec, następnie także Królestwa Polskiego, a od 1918 na obszarze całego kraju. Powołana w Poznaniu w 1880, jako kontynuatorka Towarzystwa Oświaty Ludowej.

## Historia
Wraz ze wzmożeniem germanizacji, na ziemiach polskich w Niemczech nasiliły się ruchy organizacyjne kultury narodowej. W 1876 rząd wprowadził prawo rugujące język polski z przestrzeni publicznej, początkowo ustalając niemiecki językiem urzędowym i sądowym, następnie ustanawiając tzw. „paragraf kagańcowy” dla organizacji społecznych. Jedynym obszarem życia publicznego dla legalnego używania języka polskiego pozostała liturgia kościelna. W 1880 w Poznaniu podjęto decyzję o powołaniu Towarzystwa Czytelni Ludowych. Za jego cele statutowe obrano m.in. zakładanie i prowadzenie bibliotek publicznych (tzw. „ludowych”) oraz krzewienie patriotyzmu polskiego i rozwijanie moralności chrześcijańskiej poprzez upowszechnianie odpowiedniej lektury.
W skład pierwszego Zarządu Głównego TCL weszli: Henryk Berendes (prezes), Wiktor Czarnecki, Stanisław Jerzykowski (wiceprezesi), Bolesław Kapuściński (skarbnik), Mieczysław Łyskowski (radca) i Witold Skarżyński (sekretarz generalny). W 1910 zmarłego Skarżyńskiego zastąpił Antoni Ludwiczak (od 1919 dyrektor ZG).
Towarzystwo Czytelni Ludowych szybko się rozrastało i wymagało zmian organizacyjnych dla skuteczniejszej pracy oświatowej w poszczególnych ośrodkach swojej działalności. W 1909 zreorganizowano jego zarządzanie. Do celów statutowych organizacji dodano prowadzenie odczytów popularnonaukowych oraz inną działalność oświatową. Zredukowano centralizację, nadając formę prawną zarządom kół terenowych, które organizowały kwartalnie walne zebrania swoich członków. Zarząd Główny zrezygnował z zebrań ogólnych członków, zwołując rokrocznie Sejmiki Oświatowe, złożone z delegatów, kierowanych przez Komitety Powiatowe (skupiające koła z obszaru danego powiatu). Siedzibę ZG umieszczono w Poznaniu przy pl. Wolności 18. Pierwszy Sejmik Oświatowy został zwołany już w 1909. Obradował w Starołęce pod przewodnictwem marszałka, Piotra Wawrzyniaka. Wzięło w nim udział 102 delegatów powiatowych z Wielkopolski, Pomorza, Śląska, Prus Wschodnich, Królestwa Polskiego oraz przedstawiciele diaspory polskiej w Niemczech i na emigracji.
TCL upowszechniało polską kulturę i oświatę, prowadząc biblioteki i czytelnie publiczne oraz organizując odczyty popularnonaukowe. Już w 1880 Towarzystwo uruchomiło 150 bibliotek, które wypożyczały ok. 30 tys. egz. książek (ze znaczną przewagą w języku polskim). W następnym roku angażowało już ponad 400 bibliotekarzy i prelegentów oraz posiadało liczne grono członków. Do końca 1914 TCL wydało na oświatę i kulturę ok. 300 tys. marek i udostępniało ponad 0,5 mln egz. Biblioteki organizowano głównie na wsiach i w małych miastach, najczęściej w prywatnych domach i plebaniach, które udostępniali poszczególni członkowie TCL. Księgozbiory tych agend były na owe warunki znaczne, licząc od ok. 50 do 150-200 egz. W 1919 TCL posiadało już 1 666 bibliotek, dla których zakupiono ok. 44 tys. egz. książek. W ramach organizacji działało 95 Komitetów Powiatowych.
Od 1905 Towarzystwo wydawało własny organ prasowy, kwartalnik „Czytelnię Ludową” (red. Stefan Michalski), zamieniony w 1909 na miesięcznik „Przegląd Oświatowy”. TCL było również wydawcą polskiego elementarza, przeznaczonego dla dzieci poddawanych planowej germanizacji (aut. Teodora Bernadzikiewicza).
Poza Wielkopolską szczególnie prężne było Towarzystwo na Górnym Śląsku. Do 1906 założyło tam 196 bibliotek i zorganizowało w Gliwicach własny sekretariat regionalny (15 stycznia 1918 przeniesiony do Opola). Śląska działalność TCL napotykała na szczególne szykany żywiołu niemieckiego, m.in. zbiory Biblioteki TCL w Opolu zostały zniszczone przez nacjonalistycznych bojówkarzy, którzy wrzucili książki do Odry. Pomimo podobnych tym zdarzeń na terenach Górnego i Opolskiego Śląska w okresie plebiscytu funkcjonowało 250 bibliotek TCL. Od 2. poł. 20. XX w. prowincja śląska w Niemczech ściśle współpracowała z Polską Macierzą Szkolną. 
Wraz z odzyskaniem przez Polskę niepodległości TCL stało się organizacją ogólnokrajową, tworząc także struktury wśród żywiołu polskiego na obszarze Niemiec oraz koła polonijne. Z końcem 1921 Towarzystwo posiadało już tylko niewiele ponad 60 placówek (część z poprzednich „czytelni ludowych” przejęły samorządy terytorialne). Sieć biblioteczna TCL posiadała zróżnicowane wielkości księgozbiorów, które w poszczególnych agendach liczyły od 4 800 do 450 egz. W okresie międzywojennym biblioteki te udostępniały także przeźrocza, które w 1921 liczyły 402 ser. z łączną ilością 12 075 obrazów. Towarzystwo nadal utrzymywało się ze składek, darowizn i datków, prowadziło też zbiórki publiczne na pokrycie kosztów swojej działalności. Sprawozdanie finansowe na rok obliczeniowy 1919/1920 wykazało 1 342 281 marek rozchodu przy oszczędnościach na sumę 135 550 marek.
Ostatecznie ustalone granice oraz niechętna polskości polityka niemiecka, zaostrzona po wojnie celnej, doprowadziły do potrzeby zmian formalnych TCL. Od 1926  funkcjonowała trójstopniowa organizacja terenowa Towarzystwa. Koła zgrupowane zostały w dotychczasowych Komitetach Powiatowych, które z kolei tworzyły Rady Okręgowe dla poszczególnych dzielnic lub grup województw. ZG powołał sekretariaty generalne dla dzielnic pozostających poza granicami kraju. Struktura terenowa TCL wyglądała następująco:
- Okręg Pomorski (Grudziądz),
- Okręg Wielkopolski (Poznań, dla woj. poznańskiego),
- Okręg Śląski (Królewska Huta, nast. Katowice),
- Sekretariat Generalny w Gdańsku (dla w. m. Gdańska),
- Sekretariat Generalny w Gliwicach (dla Śląska),
- Sekretariat Generalny w Olsztynie (dla Prus),
- koła bezpośrednio podlegające Zarządowi Głównemu:
  - Kalisz (przedstawicielstwo dla woj. łódzkiego),
  - Płock (przedstawicielstwo dla woj. warszawskiego),

W okresie międzywojennym Towarzystwo rozwinęło swoją działalność również o prowadzenie szkół wieczorowych w celu uzupełnienia wykształcenia dzieci i młodzieży robotniczej i chłopskiej oraz walki z analfabetyzmem. Do tego celu w 1923 TCL powołało Dom Oświatowy w Katowicach (ul. Francuska 12), a w 1930 w Poznaniu (ul. św. Marcin 37), gdzie w 1933 uruchomiono kino (ul. Focha 4, dziś. Kino „Stylowe”). W mniejszych ośrodkach prowadzono uniwersytety ludowe: w Dalkach (pow. Gniezno, od 1921), Zagórzu (pow. Wejherowo, 1926–1929), Odolanowie (pow. Ostrów Wielkopolski, od 1927), Bolszewie (pow. Wejherowo, od 1929). Oba typy szkół prowadzonych przez TCL kształciły pełnoletnich w zakresie ogólnym, księgowości, rolnictwa i poszczególnych specjalizacji rzemieślniczych.
Na terenie całego kraju TCL przeprowadzało kursy dokształcające dla bibliotekarzy. Tam, gdzie nie udawało się zorganizować stałych bibliotek, dojeżdżały autobusy bibliotek ruchomych, w 1935 kursowało 16 samochodów. Od 1936 kursowało Kino Objazdowe. W 1929 Towarzystwo uruchomiło własne wydawnictwo, wyposażone w samodzielną drukarnię
Towarzystwo Czytelni Ludowych działało nieprzerwanie do wybuchu II wojny światowej w 1939. Po zakończeniu działań zbrojnych przedwojenni członkowie, m.in. Karol Milik, Jan J. Nikisch, inż. Wrociński i p. Wełnicz, próbowali reaktywować TCL. Jednak prymasi Polski, zarówno August Hlond, jak i Stefan Wyszyński, którzy byli statutowymi powiernikami Towarzystwa nie odpowiedzieli na propozycję dawnych działaczy. Ostatecznie w 1950 wojewoda poznański, Stefan Brzeziński rozwiązał Towarzystwo i przejął jego majątek na rzecz skarbu państwa. W 80. XX w. historycy i bibliolodzy polscy podjęli badania nad dziejami Towarzystwa, które koordynowało Stowarzyszenie Bibliotekarzy Polskich.

## Organizacja
TCL zostało reaktywowane w 1996. Jego Zarząd Główny otrzymał siedzibę w budynku dawnego Uniwersytetu Ludowego w Dalkach (dziś. Gniezno). W skład obecnego ZG wchodzą: Ryszard Stanek (prezes), Małgorzata Cichomska-Szczepanik i Andrzej Bodyl (wiceprezesi), Sławomir Tarczewski (sekretarz), Wiesław Sztafel (skarbnik) oraz Włodzimierz Leks (członek). Dyrektorem TCL jest Alojzy Święciochowski. Obecnie Towarzystwo posiada znacznie uboższą strukturę terenową. Dotychczas zorganizowano 18 kół terenowych:
- Okręg Kujawsko-Pomorski:
  - Bydgoszcz
  - Cotoń
  - Komaszyce
  - Komitet Powiatowy Mogilno
    - Dobsko
    - Jeziora Wielkie
    - Kwieciszewo
    - Wójcin
    - Strzelno
- Okręg Pomorski:
  - Komitet Powiatowy Wejherowo
    - Bolszewo
    - Luzino
- Okręg Wielkopolski:
  - Gniezno (ZG)
  - Poznań
  - Września

## Prezesi
- 1880–?: Henryk Berendes,
- ?–1909: Mieczysław Łyskowski,
- 1909–1910: Wiktor Skarżyński,
- 1910–1927: Stanisław Jerzykowski,
- 1927–1933: Antoni Ludwiczak,
- 1933–1950: Karol Milik (1950–1976 tymczasowy dyr. gen.),
- 1976–1977: Antoni Baraniak (tymczasowy dyr. gen.),
- 1977–1996: Jerzy Stroba (tymczasowy dyr. gen.),
- od 1996: Ryszard Stanek.